# Downholland Cross
Downholland Cross – wieś w Anglii, w hrabstwie Lancashire, w dystrykcie West Lancashire. Leży 50 km na zachód od miasta Manchester i 298 km na północny zachód od Londynu.